# Peter Jacobson
Peter Jacobson, född 24 mars 1965i Chicago, är en amerikansk skådespelare. Han är bland annat känd för sin roll som Chris Taub i TV-serien House.